# Kanton Saint-Léger-sous-Beuvray
Der Kanton Saint-Léger-sous-Beuvray war bis 2015 ein französischer Wahlkreis im Arrondissement Autun im Département Saône-et-Loire und in der Region Burgund; sein Hauptort war Saint-Léger-sous-Beuvray. Vertreter im Generalrat des Départements war von 1981 bis 2011 Robert Jacquemard (PRG), ihm folgte Dominique Commeau (DVG) nach. 
Der Kanton war 214,39 km² groß und hatte (1999) 3.769 Einwohner, was einer Bevölkerungsdichte von 18 Einwohnern pro km² entsprach. Er lag im Mittel auf 361 Meter über dem Meeresspiegel, zwischen 261 m in Thil-sur-Arroux und 901 m in Saint-Prix. 

## Gemeinden
Der Kanton bestand aus sieben Gemeinden:
| Gemeinde                 | Einwohner Jahr | Fläche km² | Bevölkerungsdichte | Code INSEE | Postleitzahl |
| ------------------------ | -------------- | ---------- | ------------------ | ---------- | ------------ |
| La Comelle               | 194 (2013)     | –          | – Einw./km²        | 71142      | 71990        |
| Étang-sur-Arroux         | 1.929 (2013)   | –          | – Einw./km²        | 71192      | 71190        |
| La Grande-Verrière       | 528 (2013)     | –          | – Einw./km²        | 71223      | 71990        |
| Saint-Didier-sur-Arroux  | 241 (2013)     | –          | – Einw./km²        | 71407      | 71190        |
| Saint-Léger-sous-Beuvray | 403 (2013)     | –          | – Einw./km²        | 71440      | 71990        |
| Saint-Prix               | 212 (2013)     | –          | – Einw./km²        | 71472      | 71990        |
| Thil-sur-Arroux          | 150 (2013)     | –          | – Einw./km²        | 71537      | 71190        |

## Bevölkerungsentwicklung
| 1962  | 1968  | 1975  | 1982  | 1990  | 1999  | 2007  |
| ----- | ----- | ----- | ----- | ----- | ----- | ----- |
| 3.992 | 4.319 | 3.985 | 3.876 | 3.837 | 3.769 | 3.772 |